# كلاكمانشاير
كلاكمانشاير منطقة مجلس اسكتلندي ‏ تقع إدارياً ضمن اسكتلندا في المملكة المتحدة.

## وصلات خارجية
الموقع الرسمي